# Школа от Грац
Школата от Грац по експериментална психология и обектна теория е водена от Алексий Мейнонг, който е бил професор в катедрата по философия в Университета в Грац, където основава психологическия институт през 1894 г.
Сред неговите ученици са Стефан Витасек, Виторио Бенуси, Р. Амеседер, Конрад Зиндлер, Вилхелм Франкъл, Едуард Мартинак, Ернст Мали и Ф. Вебер.
Също неговите ранни студенти Кристиан фон Еренфелс (основател на гещалт психологията), Алоис Хьофлер и Антон Олцелт-Невин, могат да бъдат смятани за част от тази школа.